# العلاقات الأرمينية المالاوية
العلاقات الأرمينية المالاوية هي العلاقات الثنائية التي تجمع بين أرمينيا ومالاوي.

## مقارنة بين البلدين
هذه مقارنة عامة ومرجعية للدولتين:
| وجه المقارنة                                              | أرمينيا                    | مالاوي                     |
| --------------------------------------------------------- | -------------------------- | -------------------------- |
| المساحة (كم2)                                             | 29.74 ألف                  | 118.48 ألف                 |
| عدد السكان (نسمة)                                         | 2.93 مليون                 | 18.62 مليون                |
| الكثافة السكانية (ن./كم²)                                 | 98.52                      | 157.16                     |
| العاصمة                                                   | يريفان                     | ليلونغوي، زومبا            |
| اللغة الرسمية                                             | لغة أرمنية                 | لغة إنجليزية، لغة الشيشيوا |
| العملة                                                    | درام أرميني                | كواشا ملاوية               |
| الناتج المحلي الإجمالي (بليون دولار)                      | 11.54 مليار                | 6.30 مليار                 |
| الناتج المحلي الإجمالي (تعادل القوة الشرائية) بليون دولار | 25.41 مليار                | 22.43 مليار                |
| الناتج المحلي الإجمالي الاسمي للفرد دولار أمريكي          | 3.49 ألف                   | 338                        |
| الناتج المحلي الإجمالي للفرد دولار أمريكي                 | 8.07 ألف                   | 1.20 ألف                   |
| مؤشر التنمية البشرية                                      | 0.743                      | 0.445                      |
| رمز المكالمات الدولي                                      | +374                       | +265                       |
| رمز الإنترنت                                              | .am، .հայ ‏                 | .mw                        |
| المنطقة الزمنية                                           | ت ع م+04:00، توقيت أرمينيا | ت ع م+02:00                |

## منظمات دولية مشتركة
يشترك البلدان في عضوية مجموعة من المنظمات الدولية، منها:
| علم المنظمة | اسم المنظمة                               | تاريخ انضمام أرمينيا | تاريخ انضمام مالاوي |
| ----------- | ----------------------------------------- | -------------------- | ------------------- |
|             | مؤسسة التنمية الدولية                     | 25 أغسطس 1993        | 19 يوليو 1965       |
|             | يونسكو                                    | 9 يونيو 1992         | 27 أكتوبر 1964      |
|             | وكالة ضمان الاستثمار متعدد الأطراف        | 5 ديسمبر 1995        | 12 أبريل 1988       |
|             | الأمم المتحدة                             | 2 مارس 1992          | 1 ديسمبر 1964       |
|             | الاتحاد البريدي العالمي                   | ?                    | ?                   |
|             | البنك الدولي للإنشاء والتعمير             | 16 سبتمبر 1992       | 19 يوليو 1965       |
|             | الاتحاد الدولي للاتصالات                  | 30 يونيو 1992        | 19 فبراير 1965      |
|             | منظمة حظر الأسلحة الكيميائية              | ?                    | ?                   |
|             | مؤسسة التمويل الدولية                     | 18 أبريل 1995        | 19 يوليو 1965       |
|             | المركز الدولي لتسوية المنازعات الاستشارية | 16 أكتوبر 1992       | 14 أكتوبر 1966      |
|             | منظمة التجارة العالمية                    | 5 فبراير 2003        | ?                   |
|             | منظمة الشرطة الجنائية الدولية             | ?                    | ?                   |

## وصلات خارجية
- موقع وزارة الخارجية الأرمينية